# Maryville (Tennessee)
Maryville è una città degli Stati Uniti d'America, situata nello Stato del Tennessee, nella contea di Blount, della quale è il capoluogo.

## Economia

### Turismo
La città si trova vicino a luoghi di interesse turistico come il Parco nazionale delle Great Smoky Mountains, il parco-divertimenti di Dollywood e la località di Pigeon Forge.